# 王添表
王添表（？年—？年），湖廣衡州府人，明朝政治人物。

## 生平
幼時家貧，衡州府學敎授廣東東莞人劉毅資助其學費及食物。嘉靖十年辛卯科中式舉人，嘉靖三十一年（1552年）任四川鄰水縣知縣。